# Petersilienkrieg
Der sogenannte Petersilienkrieg – oder Petersilienkonflikt, denn in seinem Verlauf kam es zu keinem Schusswechsel – fand 2002 zwischen den Staaten Marokko und Spanien statt. Benannt wurde der Konflikt nach der Petersilieninsel (Isla del Perejil). Diese winzige Insel (0,5 km Durchmesser) liegt nur ca. 200 Meter vor der Küste Marokkos, aber auch in Nähe der spanischen Exklave Ceuta in Nordafrika. Sie wird lediglich von einigen marokkanischen Hirten zur Weide von Ziegen verwendet; ansonsten ist sie vollständig unbewohnt.

## Chronologie
Am 11. Juli 2002 besetzten sechs marokkanische Soldaten die Insel unter dem Vorwand, einen Posten zur besseren Überwachung illegaler Migranten und des Drogenschmuggels sowie zur Abwehr des Terrorismus zu errichten. Außerdem erklärte Marokko die Insel zu seinem Besitz, da sie im spanisch-marokkanischen Vertrag über die Unabhängigkeit Marokkos von 1956 nicht erwähnt war. Spanien seinerseits warf Marokko daraufhin den Bruch einer stillschweigenden Vereinbarung aus den 1960er Jahren vor, mit der geregelt worden sei, dass die Insel von keinem der beiden Staaten militärisch besetzt werden dürfe.
Die marokkanische Regierung war sich durchaus bewusst, welche Provokation diese Aktion für Spanien bedeutete. Marokko fordert seit 1975 erfolglos die Übergabe der spanischen Exklaven in Nordafrika Ceuta und Melilla. Diese Forderungen wurden aber eher halbherzig betrieben, solange die Beziehungen zwischen den beiden Staaten gut waren. Unter der spanischen Regierung Aznar waren die Beziehungen der Länder jedoch stark abgekühlt. So wurde um Fischereirechte gestritten sowie um illegale Einwanderer aus Marokko. Außerdem wollte die spanische Regierung marokkanische Erntehelfer durch osteuropäische ersetzen. Die marokkanische Regierung sah nun eine günstige Gelegenheit für Revanche an dem wirtschaftlich wie militärisch überlegenen Spanien, rechnete jedoch nicht mit der Reaktion Spaniens.
Nach dem 13. Juli 2002 folgten spanische Truppenverstärkungen in die Region um Ceuta und Melilla durch 1.200 Marineinfanteristen sowie Verstärkung der Flotte in der Straße von Gibraltar. Die Lenkwaffenfregatten Navarra und Numancia trafen in Ceuta am 15. Juli 2002 ein. Zur Verstärkung wurden auch die zur amphibischen Kriegsführung ausgerüsteten Schiffe L52 Castilla, und die ältere Korvette, später als Patrouillenschiff klassifizierte P78 Cazadora sowie eine Flugabwehrraketen-Batterie nach Ceuta beordert. Zur Verstärkung wurden in die Straße von Gibraltar die Mehrzweckfregatte Baleares (F71), die Korvette Infanta Elena (P76) und zwei U-Boote verlegt. Es begannen zahlreiche Aufklärungsflüge durch Hubschrauber vom Typ AS.532 Cougar und Kampfflugzeuge vom Typ F-18 Hornet.
Am 16. Juli 2002 beorderte Spanien seinen Botschafter, Fernando Arias-Salgado, aus Rabat zurück, nachdem Verhandlungen mit Marokko zu keiner Lösung geführt hatten. Marokkos Außenminister Mohammed Benaissa hatte eine freiwillige Räumung des besetzten Felsens ausgeschlossen. Die Soldaten sollten die illegalen Boat People sowie Drogenschmuggler in der Meerenge über die Insel kontrollieren.
Am 17. Juli 2002 stürmten rund 28 Soldaten der Eliteeinheit Bandera de Operaciones Especiales Legionarias (BOEL) (heute zur Grupos de Operaciones Especiales) aus Alicante, unterstützt durch sechs Hubschrauber, die Insel in der Operation Romeo-Sierra und nahmen die sechs marokkanischen Soldaten kurzzeitig in Haft. Auch Kampfflugzeuge vom Typ F-18 unterstützten die Wiedereroberung. Spanien habe zuvor den Sicherheitsrat der Vereinten Nationen, die Arabische Liga und die Organisation der Islamischen Konferenz (OIC) sowie seine NATO-Verbündeten informiert. Diese Militäraktion kam überraschend, zumal die spanische Regierung noch wenige Tage zuvor erklärt hatte, den Konflikt diplomatisch regeln zu wollen. Da es Spanien aber nicht gelang, seine Ansprüche auf die Insel mit Dokumenten zu untermauern (die Insel wurde in keinem Vertrag erwähnt), räumten die spanischen Soldaten schließlich die Insel.
Die spanische Regierung erklärte am 18. Juli, sie werde ihre Soldaten abziehen, wenn Marokko zusichere, es nicht erneut zu besetzen. Spanien bot Marokko an, gemeinsame Patrouillen der Guardia Civil und der marokkanischen Gendarmerie auf der Insel durchzuführen, um gegen illegale Einwanderung und Drogenhandel vorzugehen.
Im Zuge des Konfliktes gab es weder Verletzte noch Schusswechsel. Sowohl die spanische als auch die marokkanische Regierung unternahmen, wohl auch auf Druck der internationalen Staatengemeinschaft, keine weiteren Provokationen. Die beiderseitigen diplomatischen Beziehungen waren ab Januar 2003 wieder normalisiert. Aznar beschuldigte den französischen Staatspräsidenten Jaques Chirac, ihn nicht genügend unterstützt zu haben.
Bemerkenswert ist die Auseinandersetzung auch deshalb, weil sie einen Konflikt zwischen einem NATO- und EU-Mitglied auf der einen Seite und einer dritten Macht auf der anderen Seite darstellt. Deswegen gab es im Vorfeld Spekulationen über das etwaige Inkrafttreten des Bündnisfalls seitens der restlichen NATO-Mitglieder.